# Arcidiocesi di Nassau
L'arcidiocesi di Nassau (in latino Archidioecesis Nassaviensis) è una sede metropolitana della Chiesa cattolica nelle Bahamas. Nel 2023 contava 52.517 battezzati su 397.000 abitanti. È retta dall'arcivescovo Patrick Christopher Pinder.

## Territorio
L'arcidiocesi comprende lo stato insulare di Bahamas.
Sede arcivescovile è la città di Nassau, dove si trova la cattedrale di San Francesco Saverio.
Il territorio è suddiviso in 30 parrocchie.

## Storia
A partire dal 1837 le isole Bahamas facevano parte del vicariato apostolico di Giamaica (oggi arcidiocesi di Kingston in Giamaica).
Il 31 ottobre 1858 la giurisdizione sulle isole passò ai vescovi di Charleston e il 28 luglio 1885 a quelli di New York.
La prefettura apostolica di Bahama fu eretta il 21 marzo 1929 con la bolla Constans Apostolicae Sedis di papa Pio XI, ricavandone il territorio dall'arcidiocesi di New York.
Il 15 gennaio 1941 per effetto della bolla Laeto animo di papa Pio XII la prefettura apostolica fu elevata a vicariato apostolico e assunse il nome di vicariato apostolico delle Isole Bahama.
Il 5 luglio 1960 in virtù della bolla Sicut grandior di papa Giovanni XXIII il vicariato apostolico fu elevato a diocesi e assunse il nome di diocesi di Nassau.
L'8 settembre 1970 in forza del decreto Cum ad bonum della Congregazione per l'evangelizzazione dei popoli acquisì la giurisdizione sulle isole Turks e Caicos, che erano appartenute all'arcidiocesi di Kingston in Giamaica.
Il 10 giugno 1984 cedette una porzione del suo territorio a vantaggio dell'erezione della missione sui iuris di Turks e Caicos.
Il 22 giugno 1999 la diocesi è stata elevata al rango di arcidiocesi metropolitana con la bolla Ad aptius consulendum di papa Giovanni Paolo II.

## Cronotassi dei vescovi
Si omettono i periodi di sede vacante non superiori ai 2 anni o non storicamente accertati.
- John Bernard Kevenhoerster, O.S.B. † (22 maggio 1931 - 9 dicembre 1949 deceduto)
- Paul Leonard Hagarty, O.S.B. † (25 giugno 1950 - 17 luglio 1981 dimesso)
- Lawrence Aloysius Burke, S.I. † (17 luglio 1981 - 17 febbraio 2004 nominato arcivescovo di Kingston in Giamaica)
- Patrick Christopher Pinder, dal 17 febbraio 2004

## Statistiche
L'arcidiocesi nel 2023 su una popolazione di 397.000 persone contava 52.517 battezzati, corrispondenti al 13,2% del totale.
| anno | popolazione | popolazione | popolazione | presbiteri | presbiteri | presbiteri | presbiteri                | diaconi | religiosi | religiosi | parrocchie |
| anno | battezzati  | totale      | %           | numero     | secolari   | regolari   | battezzati per presbitero | diaconi | uomini    | donne     | parrocchie |
| ---- | ----------- | ----------- | ----------- | ---------- | ---------- | ---------- | ------------------------- | ------- | --------- | --------- | ---------- |
| 1950 | 11.378      | 75.000      | 15,2        | 23         | 1          | 22         | 494                       |         | 22        | 33        |            |
| 1966 | 31.637      | 138.000     | 22,9        | 52         | 12         | 40         | 608                       |         | 20        | 83        | 67         |
| 1970 | 32.920      | 168.838     | 19,5        | 48         | 12         | 36         | 685                       |         | 43        | 81        | 60         |
| 1980 | 31.110      | 238.979     | 13,0        | 33         | 4          | 29         | 942                       | 4       | 33        | 56        | 29         |
| 1990 | 45.102      | 248.933     | 18,1        | 36         | 13         | 23         | 1.252                     | 5       | 27        | 45        | 29         |
| 1999 | 46.922      | 293.261     | 16,0        | 28         | 13         | 15         | 1.675                     | 9       | 15        | 32        | 29         |
| 2000 | 47.626      | 298.050     | 16,0        | 26         | 12         | 14         | 1.831                     | 14      | 15        | 31        | 30         |
| 2001 | 47.688      | 298.050     | 16,0        | 27         | 12         | 15         | 1.766                     | 14      | 15        | 30        | 30         |
| 2002 | 47.688      | 310.000     | 15,4        | 28         | 13         | 15         | 1.703                     | 14      | 15        | 28        | 28         |
| 2003 | 41.077      | 303.611     | 13,5        | 30         | 16         | 14         | 1.369                     | 15      | 14        | 22        | 30         |
| 2004 | 48.168      | 320.655     | 15,0        | 29         | 15         | 14         | 1.660                     | 13      | 14        | 28        | 30         |
| 2013 | 50.202      | 340.400     | 14,7        | 27         | 14         | 13         | 1.859                     | 14      | 14        | 13        | 30         |
| 2016 | 51.722      | 369.670     | 14,0        | 18         | 14         | 4          | 2.873                     | 18      | 4         | 11        | 30         |
| 2019 | 52.094      | 353.658     | 14,7        | 22         | 18         | 4          | 2.367                     | 19      | 4         | 11        | 30         |
| 2021 | 52.332      | 389.482     | 13,4        | 19         | 15         | 4          | 2.754                     | 19      | 4         | 10        | 30         |
| 2023 | 52.517      | 397.000     | 13,2        | 20         | 17         | 3          | 2.625                     | 17      | 3         | 10        | 30         |